# Comuna de Młynarze
Młynarze (polaco: Gmina Młynarze) é uma gminy (comuna) na Polónia, na voivodia de Mazóvia e no condado de Makowski. A sede do condado é a cidade de Młynarze.
De acordo com os censos de 2004, a comuna tem 1770 habitantes, com uma densidade 23,6 hab/km².

## Área
Estende-se por uma área de 75,04 km², incluindo:
- área agricola: 64%
- área florestal: 25%

## Demografia
Dados de 30 de Junho 2004:
|                      | Total   | Total | Mulheres | Mulheres | Homens  | Homens |
| -------------------- | ------- | ----- | -------- | -------- | ------- | ------ |
|                      | pessoas | %     | pessoas  | %        | pessoas | %      |
| População            | 1770    | 100   | 857      | 48,4     | 913     | 51,6   |
| Densidade (pop./km²) | 23,6    | 100   | 11,4     | 11,4     | 12,2    | 12,2   |

De acordo com dados de 2002, o rendimento médio per capita ascendia a 1675,59 zł.

## Subdivisões
- Długołęka Wielka, Długołęka-Koski, Głażewo-Cholewy, Głażewo-Święszki, Gierwaty, Kołaki, Młynarze, Modzele, Ochenki, Ogony, Rupin, Sadykierz, Strzemieczne-Oleksy, Sieluń, Załęże-Ponikiewka.

## Comunas vizinhas
- Czerwonka, Goworowo, Olszewo-Borki, Różan, Rzekuń, Sypniewo